# Саратовский сельсовет (Оренбургская область)
Саратовский сельсовет — сельское поселение в Соль-Илецком районе Оренбургской области Российской Федерации.
Административный центр — село Саратовка.

## История
Статус и границы сельского поселения установлены Законом Оренбургской области от 2 сентября 2004 года № 1424/211-III-ОЗ «О наделении муниципальных образований Оренбургской области статусом муниципального района, городского округа, городского поселения, установлении и изменении границ муниципальных образований»

## Население
| 2010 | 2012  | 2013  | 2014  | 2015  |
| ---- | ----- | ----- | ----- | ----- |
| 1745 | ↘1730 | ↗1741 | ↗1780 | ↗1786 |

## Состав сельского поселения
| № | Населённый пункт | Тип населённого пункта       | Население |
| - | ---------------- | ---------------------------- | --------- |
| 1 | 24 км            | разъезд                      | 14        |
| 2 | Денной           | разъезд                      | 4         |
| 3 | Илецк Второй     | железнодорожная станция      | 106       |
| 4 | Кирпичный Завод  | посёлок                      | 543       |
| 5 | Саратовка        | село, административный центр | 1078      |